# Ripàrium
El ripàrium és un disseny particular de l'aquariofília i reprodueix l'hàbitat de la ribera en el qual l'únic component terrestre són les parts aèries de plantes semi-aquàtiques, quedant les arrels submergides sota l'aigua. A la pràctica, sovint es confonen els ripàriums amb els paludàriums.